# Nicu Stoian
Nicu Stoian, né le 17 février 1957 à Râmnicu Sărat en Roumanie, est un joueur de volley-ball roumain. 

## Carrière
Nicu Stoian participe aux Jeux olympiques de 1980 à Moscou et remporte la médaille de bronze avec l'équipe roumaine composée de Marius Căta-Chițiga, Laurențiu Dumănoiu, Günther Enescu, Dan Gîrleanu, Sorin Macavei, Viorel Manole, Florin Mina, Corneliu Oros, Valter Chifu, Constantin Sterea et Nicolae Pop.